# Vicente Camilo
Pour les articles homonymes, voir Camilo.
Vicente Guiomar Camilo, né le 15 décembre 1929 à Lisbonne au Portugal et mort à une date inconnue, est un footballeur portugais évoluant au poste de milieu gauche ou de défenseur gauche. 

## Biographie
Vicente Camilo commence sa carrière professionnelle en 1948 au Operário Lisbonne.
En 1951, il rejoint le Sporting CP où il évolue pendant trois saisons. Il y dispute 20 matchs en Primeira Liga sans inscrire de buts, il est sacré champion à trois reprises en 1952, 1953 et en 1954.
En 1954, Vicente Camilo rejoint le Lusitano de Évora, un club pour lequel il joue pendant neuf saisons jusqu'à sa retraite en 1963. Il y devient une figure incontournable, disputant 231 matchs et marquant 3 buts.

## Palmarès
Sporting CP
- Championnat du Portugal : 
  - Champion : 1951-1952, 1952-1953 et 1953-1954.